# Formosatettix
Formosatettix is een geslacht van rechtvleugeligen uit de familie doornsprinkhanen (Tetrigidae). De wetenschappelijke naam van dit geslacht is voor het eerst geldig gepubliceerd in 1937 door Tinkham.

## Soorten
Het geslacht Formosatettix omvat de volgende soorten:
- Formosatettix albomaculata Zheng & Ou, 2010
- Formosatettix arisanensis Tinkham, 1937
- Formosatettix baishuijiangensis Zheng, 1999
- Formosatettix brachynotus Zheng, 1992
- Formosatettix brevicornus Zheng, 1992
- Formosatettix camurimargina Zheng & Ou, 2004
- Formosatettix cangshanensis Zheng & Mao, 1997
- Formosatettix changbaishanensis Yuan, Wang & Ren, 2006
- Formosatettix curvimarginus Zheng & Ou, 2009
- Formosatettix dabieshanensis Zheng & Wang, 1991
- Formosatettix dayaoshanensis Zheng & Jiang, 1997
- Formosatettix dongchuanensis Zheng & Ou, 2009
- Formosatettix formosanus Shiraki, 1905-1906
- Formosatettix gonggashanensis Zheng, 1992
- Formosatettix gorapanis Ingrisch, 2001
- Formosatettix gorkhanus Ingrisch, 2001
- Formosatettix guangdongensis Liang, 1991
- Formosatettix guangxiensis Zheng, 1998
- Formosatettix hainanensis Zheng, 2012
- Formosatettix helanshanensis Zheng, 1992
- Formosatettix henanensis Liang, 1991
- Formosatettix huapingensis Zheng & Jiang, 1997
- Formosatettix hubeiensis Zheng, Li & Wei, 2002
- Formosatettix karenkoensis Tinkham, 1937
- Formosatettix kunmingensis Deng, Zheng & We, 2007
- Formosatettix larvatus Bey-Bienko, 1951
- Formosatettix longicornia Ren, Wang & Sun, 2003
- Formosatettix longidorsalis Liang, 1991
- Formosatettix longwangshanensis Zheng, 1998
- Formosatettix lushanensis Zheng & Yang, 1988
- Formosatettix lushuiheensis Wang, 2007
- Formosatettix martensi Ingrisch, 2001
- Formosatettix mufushanensis Zheng & Zhong, 2005
- Formosatettix nanlingensis Cao & Zheng, 2011
- Formosatettix nigritibia Zheng, 2012
- Formosatettix niigataensis Storozhenko & Ishikawa, 1993
- Formosatettix obtusus Azhar, Suhail, Sabir & Saeed, 2000
- Formosatettix omeiensis Zheng, 2009
- Formosatettix platynotus Zheng & Wang, 1991
- Formosatettix prominemarginus Zhong & Zheng, 2003
- Formosatettix pustulatus Ingrisch, 2001
- Formosatettix qinlingensis Zheng, 1982
- Formosatettix robustus Storozhenko, 1981
- Formosatettix seti Ingrisch, 2006
- Formosatettix shennongjiaensis Zheng, 1997
- Formosatettix surugaensis Ishikawa, 2004
- Formosatettix tianmushanensis Zheng & Li, 2001
- Formosatettix tiantangensis Zheng & Zhong, 2000
- Formosatettix tokaiensis Uchida, 2001
- Formosatettix torulosinota Zheng & Mao, 2002
- Formosatettix undulatifemura Zheng, 2012
- Formosatettix verrucinotus Ingrisch, 2001
- Formosatettix wulaoshanensis Zheng & Xu, 2010
- Formosatettix wuliangshanensis Zheng & Ou, 2004
- Formosatettix xianggelila Zheng & Ou, 2004
- Formosatettix xueshanensis Zheng & Ou, 2010
- Formosatettix yuanbaoshanensis Zheng & Jiang, 1997
- Formosatettix yunnanensis Zheng, 1992
- Formosatettix zhengi Ou, 2011